# Фатах, Шерко
Шерко Фатах (нем. Sherko Fatah, 28 ноября 1964, Восточный Берлин) — немецкий писатель курдского происхождения.

## Биография
Отец — из иракского Курдистана, мать — немка (ГДР). В 1975 семья выехала в Вену, а оттуда в Западный Берлин. Шерко Фатах изучал философию и историю искусства. В 1986 опубликовал книгу стихов. В 2001 дебютировал как прозаик.
Живёт в Берлине.

## Произведения
- 1986 Свет как трофей: 25 стихотворений/ Licht ist Beute: 25 Gedichte
- 2001 В пограничной зоне/ Im Grenzland, Jung und Jung Verlag (роман, литературная премия «Аспекты» за дебютный роман; исп. пер. 2003, фр. пер. 2004, исп. и греч. пер. 2007, итал. пер. 2012)
- 2002 Donnie, Jung und Jung Verlag (повесть)
- 2004 Дядюшка/ Onkelchen, Jung und Jung Verlag (роман, в карманном изд. — 2012; фр. пер. 2006)
- 2008 Чёрный корабль/ Das dunkle Schiff, Jung und Jung Verlag (роман, финалист Немецкой книжной премии и премии Лейпцигской книжной ярмарки; пол. пер. 2010, фр. пер. 2011, англ. пер. 2012)
- 2011 Белая земля/ Ein weißes Land, Luchterhand Literaturverlag (роман, финалист премии Лейпцигской книжной ярмарки, переизд. 2012)

## Признание
Специальная премия немецких критиков (2002). Премия имени Хильды Домин за литературу в изгнании (2007). Книги переведены на ряд языков, включая арабский.